# Das Einhorn im Garten
Das Einhorn im Garten (englisch: The Unicorn in the Garden) ist eine Kurzgeschichte des US-amerikanischen Schriftstellers James Thurber. Die Bebilderung der Geschichte fertigte Thurber selbst an.
Sie gehört zu den bekanntesten von Thurbers modernen Fabeln und erschien zum ersten Mal am 31. Oktober 1939 in der Zeitschrift The New Yorker.

## Inhalt
Ein Mann sieht ein Einhorn in seinem Vorgarten und geht sofort zu seiner Frau ins Schlafzimmer, um ihr das mitzuteilen.
Diese sieht ihn verschlafen an und sagt: „Das Einhorn ist ein Fabelwesen.“ Dann dreht sie sich wieder um. Der Mann geht wieder in den Garten und gibt dem Einhorn eine Lilie zu fressen. Dann weckt er seine Frau noch einmal und sagt: „Das Einhorn hat eine Lilie gefressen.“
Doch seine Frau erklärt ihn für verrückt und droht ihm an, ihn in die Klapsmühle zu bringen.
Darauf geht der Mann zurück in den Garten, doch das Einhorn ist verschwunden. So setzt er sich zwischen die Rosen und schläft ein.
Da steht die Frau rasch auf und ruft die Polizei und einen Psychiater an. Die Polizei und der Psychiater betrachteten die Frau aufmerksam, als diese sagt „Mein Mann hat heute morgen ein Einhorn gesehen.“ Sie lassen sie noch weiter erzählen, dann gibt der Psychiater den Polizisten ein Zeichen, diese ergreifen die Frau und stecken sie in die Zwangsjacke. Als ihr Mann ins Haus zurückkommt, fragten ihn die Polizisten, ob er seiner Frau gesagt habe, er hätte ein Einhorn gesehen. Doch dieser antwortet nur kurz: „Wie kommen Sie denn darauf? Das Einhorn ist doch ein Fabelwesen!“ Auf diese Aussage hin lässt der Psychiater die heftig schimpfende Frau in eine Anstalt bringen. Der Mann aber lebt fröhlich und zufrieden weiter.
Als Moral stellt Thurber folgende Erkenntnis an das Ende seiner Geschichte:
„Des Bären Fell soll man nicht zu Markte tragen, bevor man ihn nicht Jemandem aufgebunden hat.“

## Sonstiges
Die Geschichte wurde im Jahr 1953 von William Hurtz als Zeichentrickfilm umgesetzt und im Jahr 1960 Bestandteil der Revue A Thurber Carnival. Im Jahr 1986 las sie Peter Ustinov für das Radio.
Manfred Triesch schreibt in der Wochenzeitschrift Die Zeit zur ersten deutschen Gesamtausgabe von Thurbers Fabeln im Jahr 1967:
„Am Ende der Fabel vom Einhorn im Garten weigert sich Thurber wie in den meisten Fällen, eine Moral La Fontainescher oder Äsopscher Prägung zu ziehen. Seine Schlußbemerkung ist Hinweis und Kommentar, nichts anderes: “Don’t count your boobies before they are hatched”.“

## Textausgabe
- James Thurber: Vom Mann, der die Luft anhielt und andere Geschichten. Frankfurt am Main: Eichborn Verlag, 2006. ISBN 3-8218-4566-X.